# Cosmisoma chalybeipenne
Cosmisoma chalybeipenne är en skalbaggsart som beskrevs av Dmytro Zajciw 1962. Cosmisoma chalybeipenne ingår i släktet Cosmisoma och familjen långhorningar. Inga underarter finns listade i Catalogue of Life.